# Postbauer-Heng
Postbauer-Heng est une commune allemande.